# 凤溪河站
凤溪河站位于中国四川省成都市温江区，是成都地铁4号线、19号线的地下车站。4号线于2017年6月2日启用，19号线于2020年12月18日启用。
本站位于南熏大道二段与凤溪大道交叉口，4号线沿南熏大道二段呈东西向布置，19号线沿凤溪大道呈南北向布置。本站因靠近古河流——凤溪而得名，规划期间曾用名“凤溪”。

## 车站构造
凤溪河站4号线部分为地下二层岛式站台车站，19号线部分为地下三层13米岛式站台车站，主体总长216.2米，有效站台长186米，标准段宽22.7米，建筑总面积24128平方米共设置4个出入口、2组共8个风亭。换乘方式为T字形通道换乘。
|                   |  | 4号线往万盛（杨柳河）   |
| 島式 · 開左邊车门 |  |                         |
|                   |  | 4号线往西河（南熏大道） |

|                                  |  | 19号线往金星（市五医院）       |
| 島式 · 開左邊车门 · 无障碍卫生间 |  |                                |
|                                  |  | 19号线往天府机场北（温泉大道） |

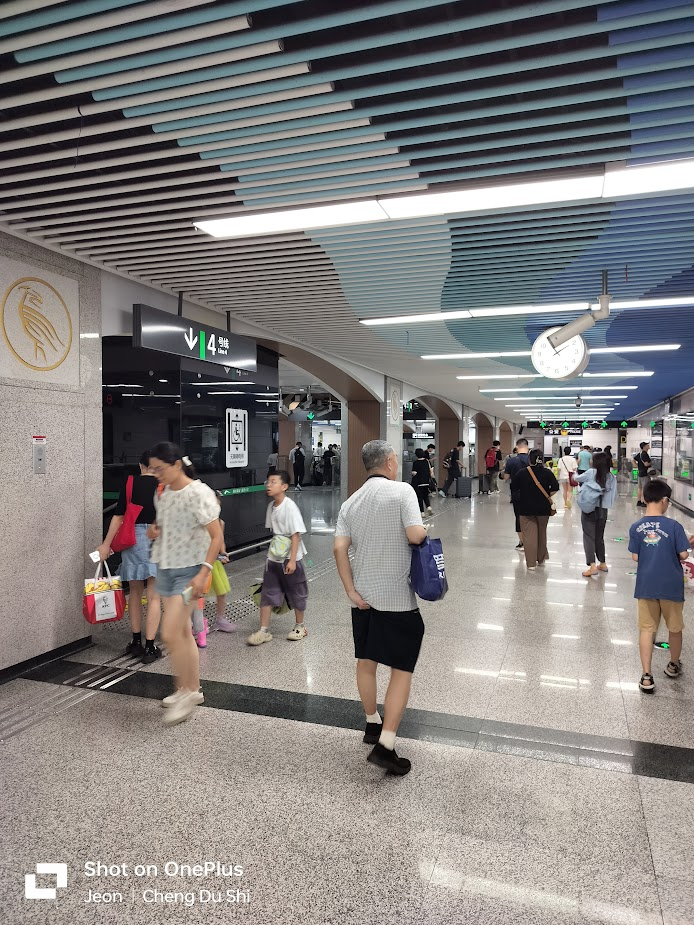
4号线站厅
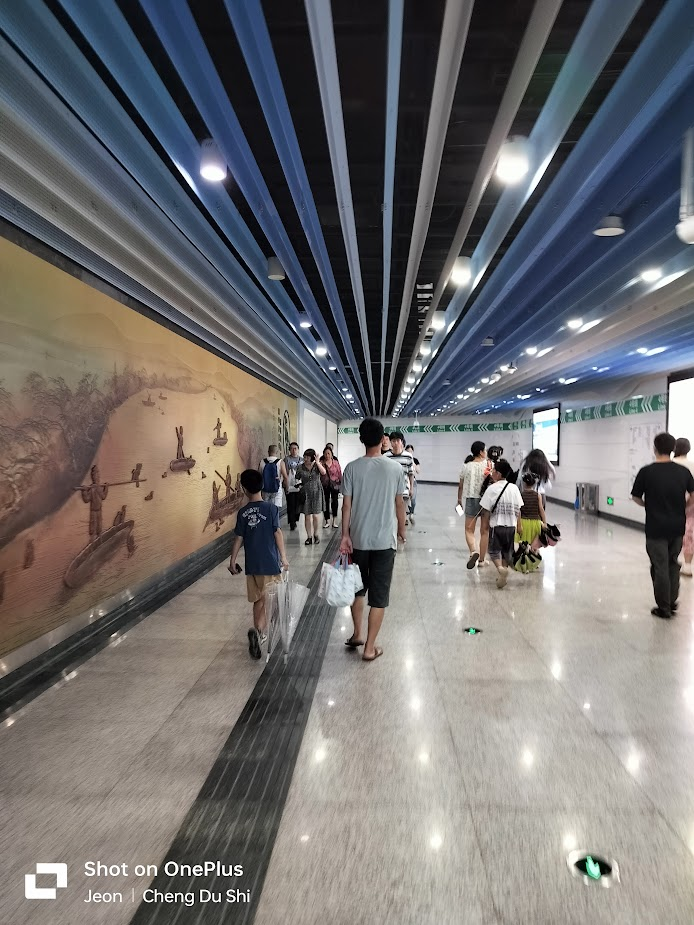
换乘通道
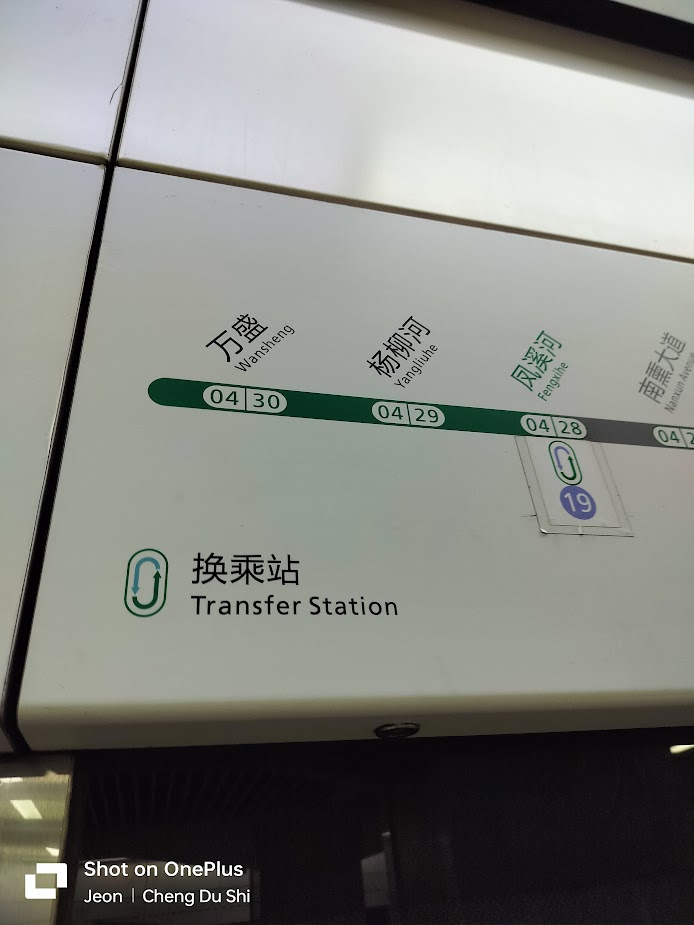
4号线路线图
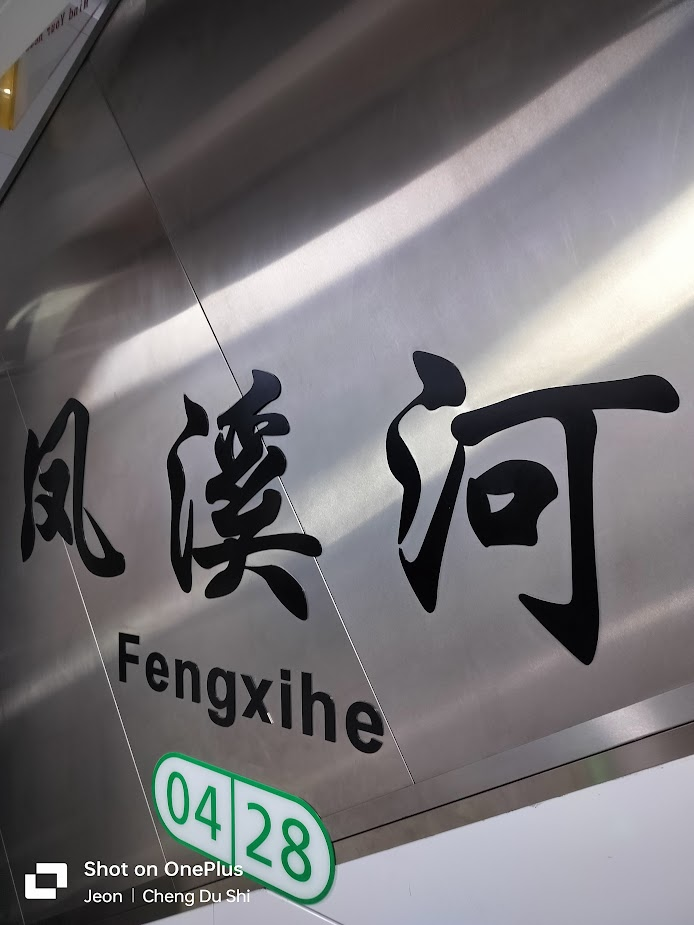
4号线大字壁
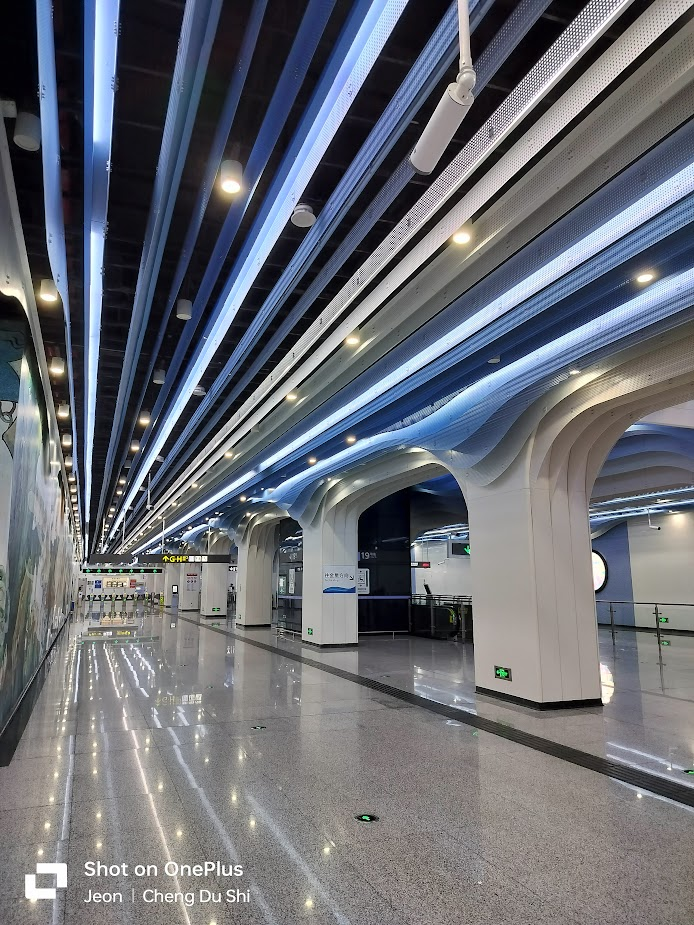
19号线站厅
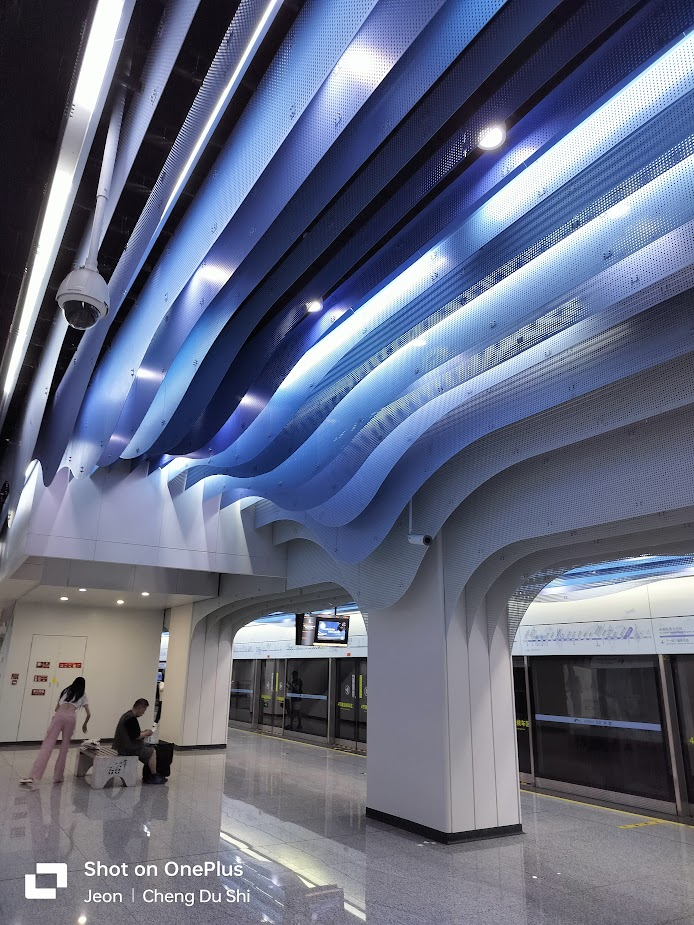
19号线站台

## 内装与公共艺术
凤溪河站以渔舟唱晚为主题。
本站位于凤溪河畔，是古鱼凫文化遗址地，遂以鱼凫文化为脉络，将古蜀人的生活环境通过艺术加工，还原到车站空间中，富有生活气息。天花采用彩色圆通穿插排布，利用色彩的变化和圆通的穿插表现水的肌理；个性区在充分利用建筑空间的同时，融入木船元素；将鱼凫架桥的古老传说做艺术化处理，与柱子造型巧妙结合到一起。再通过连廊的手法将柱子与天花形成呼应关系，整个设计方案犹如情景再现，勾勒出人与景相互协调的和谐场景。

### 艺术墙《千古绝唱》
本站艺术墙主题为千古绝唱。创作元素为赞美温江及与鱼凫相关的诗词歌赋。精选出具有代表性的名人诗词，经过艺术加工排版处理，做成具有代表性的艺术浮雕，借以表达古蜀文明的灿烂与悠远。

## 出入口
本站目前开放8个出入口。
|                 |                         |                                                |      |
|                 |                         |                                                |      |
| 编号            | 设施                    | 指示                                           | 照片 |
| 连通 4号线站厅  |                         |                                                |      |
|                 | 无障碍电梯 无障碍卫生间 | 南江路、南熏大道二段                           |      |
| 出口 · B        |                         | 南熏大道二段、凤溪大道南段、南江路             |      |
| 出口 · D        |                         | 南熏大道二段、两河路西段、五一支路、五一路     |      |
| 连通 19号线站厅 |                         |                                                |      |
| 出口 · E        |                         | 凤溪大道中段、南熏大道二段、五一支路           |      |
| 出口 · F · 1    |                         | 南熏大道二段、凤溪大道中段、凤溪大道南段       |      |
| 出口 · F · 2    |                         | 南熏大道二段、凤溪大道南段、南江路、政通西路   |      |
| 出口 · G        |                         | 凤溪大道中段、南熏大道二段、两河路东段、航天路 |      |
| 出口 · H        | 无障碍电梯 无障碍卫生间 | 凤溪大道中段、两河路西端、五一路、五一支路     |      |

## 历史
- 2014年11月25日，4号线车站主体封顶，成为4号线二期工程首个封顶的车站[5]。
- 2017年3月21日，本站17号线部分开始打围施工[6]。
- 2017年6月2日，本站随4号线二期开通启用[2]。
- 2017年6月29日，本站17号线部分开始主体结构施工[7]。
- 2020年12月18日，本站17号线部分正式启用。
- 2023年9月22日，17号线与19号线拆分，凤溪河站17号线部分随所在区间划归19号线，车站编号由1704改为1904。